# Бістра (Алба)
Бістра (рум. Bistra) — село у повіті Алба в Румунії. Адміністративний центр комуни Бістра.
Село розташоване на відстані 317 км на північний захід від Бухареста, 49 км на північний захід від Алба-Юлії, 58 км на південний захід від Клуж-Напоки.

## Населення
За даними перепису населення 2002 року у селі проживали 1955 осіб, з них 1954 особи (99,9%) румунів. Рідною мовою 1954 особи (99,9%) назвали румунську.